# Campionati oceaniani di ciclismo su strada - Corsa in linea maschile Under-23
La Corsa in linea maschile Under-23 è una delle prove disputate durante i campionati oceaniani di ciclismo su strada. Inserita per la prima volta nel 2007 nel programma dei campionati, la corsa si disputa regolarmente dal 2014, con la sola eccezione del biennio 2020-21, quando venne annullata a causa della pandemia da COVID-19.

## Albo d'oro
Aggiornato all'edizione 2023.
| Anno      | Vincitore                                        | Secondo                                          | Terzo                                            |
| --------- | ------------------------------------------------ | ------------------------------------------------ | ------------------------------------------------ |
| 2008      | Blair James                                      | Clinton Robert Avery                             | Alexander Meenhorst                              |
| 2010      | Michael Matthews                                 | Mat Marshall                                     | Alex McGregor                                    |
| 2011      | Richard Lang                                     | Nathan Haas                                      | Stuart Smith                                     |
| 2014      | Robert Power                                     | Robert-Jon McCarthy                              | George Tansley                                   |
| 2015      | David Edwards                                    | Fraser Gough                                     | Ayden Toovey                                     |
| 2016      | Michael Storer                                   | Chris Harper                                     | Cyrus Monk                                       |
| 2017      | Lucas Hamilton                                   | Michael Storer                                   | Jai Hindley                                      |
| 2018      | James Whelan                                     | Cyrus Monk                                       | Jason Lea                                        |
| 2019      | Tyler Lindorff                                   | Michael Potter                                   | Peter Livingstone                                |
| 2020-2021 | non disputata a causa della pandemia di COVID-19 | non disputata a causa della pandemia di COVID-19 | non disputata a causa della pandemia di COVID-19 |
| 2022      | Brady Gilmore                                    | Dylan George                                     | Matthew Dinham                                   |
| 2023      | Liam Walsh                                       | Brady Gilmore                                    | Declan Trecize                                   |

## Medagliere
| Pos.   | Nazione       | Oro | Argento | Bronzo |    |
| ------ | ------------- | --- | ------- | ------ | -- |
| 1      | Australia     | 10  | 8       | 9      | 27 |
| 2      | Nuova Zelanda | 1   | 3       | 2      | 6  |
| Totale | Totale        | 11  | 11      | 11     | 33 |